# Herbert Brierley
Herbert James Brierley là một cầu thủ bóng đá người Anh thi đấu ở vị trí tiền vệ chạy cánh cho Burnley. Ông thi đấu 2 trận trong mùa giải 1898–99.